# Michael Marshall Smith
Michael Marshall Smith, född 3 maj 1965 i Knutsford i Cheshire, är en engelsk författare. Han är främst verksam inom thriller-, science fiction- och skräck-genrerna.

## Biografi och litterär bana
I ung ålder flyttade han flera gånger med familjen, först till Illinois och Florida i USA, och sedan till Sydafrika och Australien. Familjen flyttade därefter hem till England 1973.
Smith utbildade sig vid King's College i Cambridge där han studerade filosofi, samhälls- och statsvetenskap. Han engagerade sig samtidigt i teatergruppen Footlights. Under pseudonym började han skriva komedi för BBC Radio 4 och senare för ITV.
Som skönlitterär författare debuterade han 1990 i skräckantologin Dark Voices 2 med novellen "The Man Who Drew Cats", för vilken han belönades med nästföljande års British Fantasy Award. Han publicerade sin första roman, Only Forward, 1994. Den vann British Fantasy Award 1995, samt Philip K. Dick Award 2001.
Utöver science fiction-romaner och ett flertal novellsamlingar inom spekulativ fiktion har Smith även publicerat ett halvdussin thrillerromaner under pseudonymerna Michael Marshall och Michael Rutger.
Ett antal av Smiths noveller har filmatiserats; däribland "Later", "The Seventeenth Kind" och "Unbelief", den senare med Tobin Bell i en av rollerna. TV-serien Intruders bygger på hans roman med samma namn.